# 恋の予感?! ～ホテルリノベ奮闘記～
『恋の予感?! 〜ホテルリノベ奮闘記〜』（原題:Falling Inn Love）は2019年に配信されたアメリカ合衆国のロマンティック・コメディ映画である。監督はロジャー・カンブル、主演はクリスティーナ・ミリアンが務めた。

## 概略
ガブリエラ・ディアスはサンフランシスコのデザイン会社で働いていたが、恋人と破局した週に会社が倒産するという不運に見舞われた。ヤケになってコンテストに応募したところ、ガブリエラは見事優勝し、ニュージーランドの田舎町にあるホテルの所有権を獲得した。写真に撮られたホテルの美しさに魅惑され、ガブリエラは飛行機とバスを乗り継いで現地へ向かった。道中、変な男に絡まれるというハプニングはあったが、何とかホテルの所在地にたどり着くことができた。ところが、そんなガブリエラの目に飛び込んできたのは、写真とは似ても似つかぬボロボロのホテルであった。
他にやることもなかったため、ガブリエラはホテルを修繕することにした。大工用品店の店主から修繕のプロを紹介されたガブリエラだったが、その顔を見て驚愕した。先日の変な男（ジェイク）だったからである。ガブリエラは渋々ジェイクとタッグを組み、ホテルの修繕に取りかかった。最初こそギスギスしていた2人だったが、一緒に作業するうちに徐々に惹かれ合うようになった。
そんな折、ガブリエラの元に友人（チャド）から電話がかかってきた。サンフランシスコでの職を紹介してくれるのだという。ガブリエラは田舎町で新しい人生を送るのか、それとも大都会へ戻るのかという選択を迫られるのだった。

## キャスト
※括弧内は日本語吹き替え
- ガブリエラ・ディアス：クリスティーナ・ミリアン（園崎未恵）
- ジェイク・テイラー：アダム・デモス（花輪英司）
- ディーン・コナー：ジェフリー・ボウヤー＝チャップマン
- シャーロット・ワッズワース：アナ・ジュリエン（古川玲）
- シェリー：クレア・チタム（半場友恵）
- マナーキー：ブレア・ストラング
- ピーター：ジョナサン・マーティン
- ノーマン：ウィリアム・ウォーカー
- チャド：ダニエル・ワターソン
- セイジ：シモーヌ・ウォーカー
- コーリー・ハリソン医師：アーロ・マクダイアミッド

## 製作・マーケティング
2019年2月13日、ロジャー・カンブル監督の新作映画にクリスティーナ・ミリアンとアダム・デモスが出演することになったと報じられた。19日、ジェフリー・ボウヤー＝チャップマンがキャスト入りした。同月、本作の主要撮影がニュージーランドで始まった。8月13日、本作のオフィシャル・トレイラーが公開された。28日、エドワード・シェアマーが本作で使用される楽曲を手がけるとの報道があった。

## 評価
本作は批評家から好意的に評価されている。映画批評集積サイトのRotten Tomatoesには20件のレビューがあり、批評家支持率は65%、平均点は10点満点で5.7点となっている。